# لويس كاتس
لويس كاتس (بالإنجليزية: Louis Katz)‏ هو طبيب قلب أمريكي، ولد في 1897 في بينسك في روسيا البيضاء، وتوفي في 1973.